# كلية الطب بجامعة يوتا
جامعة يوتا مدرسة الطب (بالإنجليزية: University of Utah School of Medicine)‏ هي إحدى الكليات لتدريس الطب في الولايات المتحدة الأمريكية. تقع في مدينة سولت ليك في ولاية يوتا الأمريكية. نوع الشهادة الطبية التي يتم تحصيلها هناك هي دكتور في الطب.